# يان سورينسن
يان سورينسن (بالدنماركية: Jan Sørensen)‏ (14 مايو 1955 بغلوستروب في الدنمارك - 19 فبراير 2024) هو مدرب كرة قدم ولاعب كرة قدم دانمركي في مركز الهجوم. شارك مع منتخب الدنمارك لكرة القدم. أما مع النوادي، فقد لعب مع أياكس أمستردام وتفينتي أنشخيدة وفاينورد ونادي إكسلسيور ونادي كلوب بروج ونادي بورتيمونينسي وبولدكلوبن فرم.

## وصلات خارجية
- يان سورينسن على موقع قاعدة بيانات كرة القدم.إي يو (الإنجليزية)
- يان سورينسن على موقع ناشيونال فوتبول تيمز (الإنجليزية)
- يان سورينسن على موقع Soccerbase.com (مدرب) (الإنجليزية)
- يان سورينسن على موقع عالم كرة القدم.نت (الإنجليزية)